# Mount Thompson
Mount Thompson är ett berg i Antarktis. Det ligger i Västantarktis. Argentina, Chile och Storbritannien gör anspråk på området. Toppen på Mount Thompson är 1 690 meter över havet.
Terrängen runt Mount Thompson är huvudsakligen kuperad. Mount Thompson är den högsta punkten i trakten. Trakten är obefolkad. Det finns inga samhällen i närheten.